# Takehito Shigehara
Takehito Shigehara (茂原 岳人 Shigehara Takehito?), född 6 oktober 1981 i Gunma prefektur, är en japansk före detta fotbollsspelare.
Shigehara började sin karriär 2000 i Vissel Kobe. Efter Vissel Kobe spelade han för Kawasaki Frontale, Kashiwa Reysol, Sanfrecce Hiroshima och Ventforet Kofu. Han avslutade karriären 2008.